# Błękitni Kielce (boks)
Błękitni Kielce – jedna z sekcji nieistniejącego już klubu Błękitni Kielce, działającego także pod nazwami Partyzant i Gwardia. Przez siedem sezonów zespół występował w pięściarskiej I lidze, zaś jego zawodnicy uczestniczyli w igrzyskach olimpijskich (jeden medal), mistrzostwach świata oraz mistrzostwach Europy (trzy medale). Ponadto bokserzy Błękitnych zdobyli 18 złotych medali w mistrzostwach Polski seniorów.

## Historia

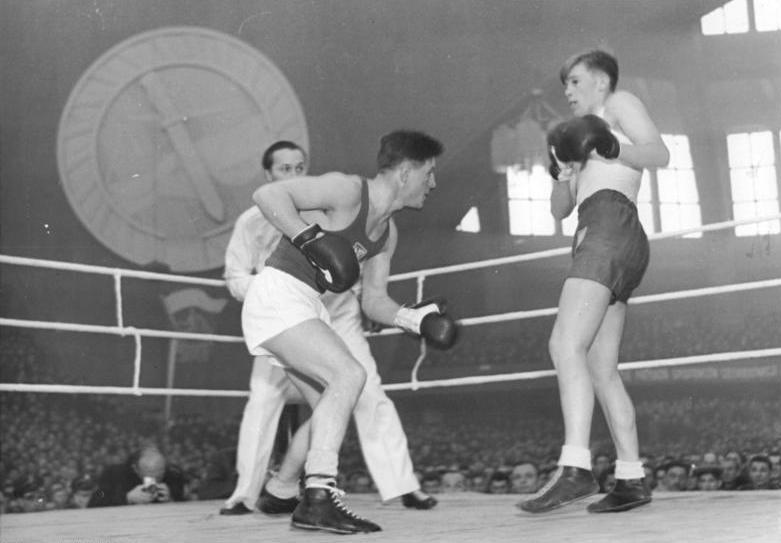
Leszek Drogosz (z prawej, w walce z mistrzem olimpijskim, Jánem Zacharą) jako zawodnik Błękitnych wywalczył m.in. brązowy medal igrzysk olimpijskich

Sekcja powstała w 1946 z inicjatywy Zygmunta Sikory. Pod koniec tego roku rozegrała mecz towarzyski z zespołem Groble Kraków, zakończony remisem 8:8. W 1947 uczestniczyła bez większych sukcesów w mistrzostwach Częstochowskiego Okręgowego Związku Bokserskiego. Dwa lata później dwaj pięściarze Gwardii – Latkowski i Baran – wywalczyli tytuły mistrzów Częstochowskiego OZB. W 1950 roku klub rywalizował w mistrzostwach klasy A, natomiast już rok później wziął udział w pierwszych mistrzostwach województwa kieleckiego – zajął w nich czwarte miejsce, ustępując m.in. SHL Kielce. W 1952 Gwardia zajęła 2. miejsce za Stalą Radom w II grupie mistrzostw województwa. W tym samym roku jej trzej pięściarze zostali indywidualnymi mistrzami Kieleckiego OZB. W 1953 sekcja przestała istnieć.
Sekcja została reaktywowana w 1958 za sprawą Zygmunta Sikory. Rok później Błękitni zostali wicemistrzami okręgu, przegrywając w finale 10:8 i 13:7 z Wojskowym Klubem Sportowym Korona Kielce. Również w 1959 zawodnik kieleckiego klubu, Leszek Drogosz, wywalczył tytuł mistrza Europy w Lucernie, pokonując w finale Włocha Carmelo Bossiego. W roku następnym wywalczył brązowy medal igrzysk olimpijskich w Rzymie, zaś Błękitni uzyskali awans do II ligi. W niej w kolejnym sezonie (1961) byli zespołem środka tabeli, plasując się ostatecznie na czwartym miejscu. W 1962 roku uzyskali 15 punktów w 10 spotkaniach i zajmując pierwszą lokatę, wywalczyli promocję do I ligi.
W debiutanckim sezonie w I lidze (1963), Błękitni nie zdołali się utrzymać. Na własnym ringu odnieśli m.in. zwycięstwo z Gwardią Warszawa, lecz w meczach wyjazdowych ponieśli same porażki. W 1964 roku uczestniczyli w rozgrywkach II ligi, gdzie znaleźli się w finale A, zajmując w nim ostatnie miejsce. W latach 1965–1966 klub dwukrotnie uplasował się na drugiej lokacie w II lidze. W sezonie 1967 Błękitni okazali się zdecydowanie najlepszym zespołem i z dorobkiem 27 punktów zajęli pierwsze miejsce, równoznaczne z awansem do I ligi. Ponadto w 1967 roku pięściarz kieleckiego klubu, Witold Stachurski, został wicemistrzem Europy (kontuzja spowodowała, że nie mógł wziąć udziału w walce finałowej z reprezentantem ZSRR Wiktorem Agiejewem).
Pomimo wzmocnień pierwszą część sezonu 1968/1969 Błękitni zakończyli na przedostatnim miejscu (odnieśli trzy zwycięstwa w 11 spotkaniach). W drugiej części zaprezentowali się zdecydowanie lepiej – wygrali m.in. z mistrzem Polski Legią Warszawa na własnym ringu i ostatecznie zakończyli rozgrywki na siódmej pozycji. Rok później (1970) klub znalazł się w słabszej grupie B, w której okazał się najlepszy i zajął pierwsze miejsce. W sezonie 1971 pięściarze Błękitnych nie ustępowali czołowym zespołom ligi. Uplasowali się na czwartej pozycji, tracąc dwa punkty do zwycięzcy Legii. Tylko przez gorszy bilans małych punktów nie wywalczyli wicemistrzostwa kraju.

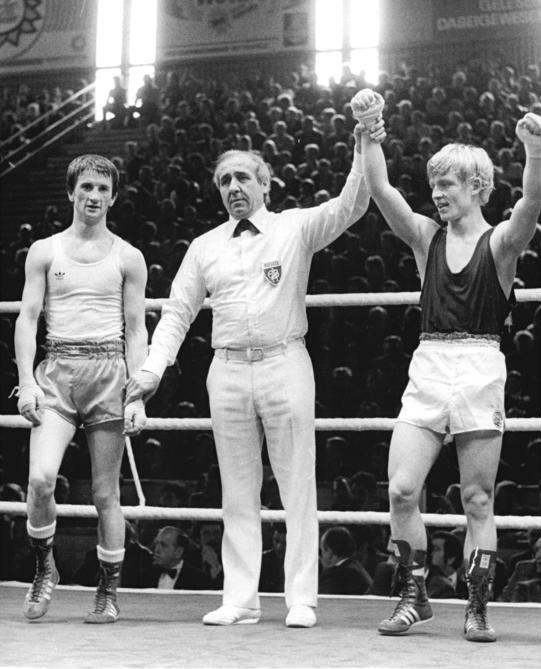
Sławomir Zapart (z lewej) zdominował w latach 80. XX wieku wagę kogucią w mistrzostwach Polski

W 1973 Błękitni spadli z I ligi, zaś zawodnik kieleckiego klubu, Witold Stachurski, wywalczył brązowy medal mistrzostw Europy rozegranych w Belgradzie. W latach 1974–1980 zespół występował w rozgrywkach II ligi. Blisko awansu był w 1977, kiedy zwyciężył w jednej z grup II ligi. Następnie wystartował w turnieju finałowym w Chojnicach, gdzie w połowie meczu z Czarnymi Słupsk, w wyniku niesprawiedliwych decyzji sędziów, zaprzestał walki, natomiast do drugiego pojedynku nie przystąpił. W 1980 roku Błękitni ponownie okazali się najlepszym zespołem II ligi i po raz trzeci uzyskali awans do bokserskiej ekstraklasy. W kieleckim klubie czołową rolę zaczęli odgrywać Sławomir Zapart oraz Stanisław Łakomiec. Ten pierwszy zdominował wagę kogucią w mistrzostwach Polski w latach 80. XX wieku, zaś drugi należał w tym czasie do najlepszych polskich zawodników w kraju w wadze średniej i półciężkiej.
W sezonie 1981/1982 Błękitni odnieśli kilka zwycięstwa w I lidze, lecz nie wystarczyło to na pozostanie w gronie najlepszych klubów w kraju. W 1983 roku w rozgrywkach drugiej ligi kielecki klub spisywał się dobrze i zajął drugą lokatę w jednej z grup. Trzy lata później z dużymi problemami utrzymał się na zapleczu pięściarskiej ekstraklasy. W 1988 roku w Kielcach odbyły się mistrzostwa Polski. Najlepszą walką turnieju został wybrany pojedynek zawodnika Błękitnych, Sławomira Zaparta, ze Sławomirem Żeromińskim (Broń Radom), zakończony zwycięstwem kielczanina. W następnych latach pięściarze klubu odnosili sukcesy głównie w kategoriach młodzieżowych. W 1992 drugoligowy zespół Błękitnych został wycofany z rozgrywek i – mimo późniejszych prób – nie został już reaktywowany. W 1998 roku cztery kluby – KSZO Ostrowiec Św., Błękitni Kielce, Star Starachowice i Broń Radom – podpisały porozumienie, zgodnie z którym najlepsi juniorzy po ukończeniu 18 lat trafiali do KSZO. 31 marca 2000 Błękitni zostali zlikwidowani.

## Pięściarze

### Olimpijczycy
- Rzym 1960 – Leszek Drogosz – brązowy medal
- Meksyk 1968 – Witold Stachurski – porażka w pierwszej rundzie
- Monachium 1972 – Alfons Stawski – porażka w pierwszej rundzie
- Monachium 1972 – Witold Stachurski – 5–8. miejsce

### Uczestnicy mistrzostw świata
- Monachium 1982 – Sławomir Zapart – porażka w pierwszej rundzie
- Monachium 1982 – Stanisław Łakomiec – porażka w drugiej rundzie

### Uczestnicy mistrzostw Europy
- Lucerna 1959 – Leszek Drogosz – złoty medal
- Rzym 1967 – Witold Stachurski – srebrny medal
- Madryt 1971 – Witold Stachurski – porażka w drugiej rundzie
- Belgrad 1973 – Witold Stachurski – brązowy medal
- Tampere 1981 – Sławomir Zapart – porażka w drugiej rundzie
- Warna 1983 – Sławomir Zapart – porażka w pierwszej rundzie
- Warna 1983 – Stanisław Łakomiec – porażka w drugiej rundzie
- Budapeszt 1985 – Stanisław Łakomiec – porażka w pierwszej rundzie